# Nibelungen (film)

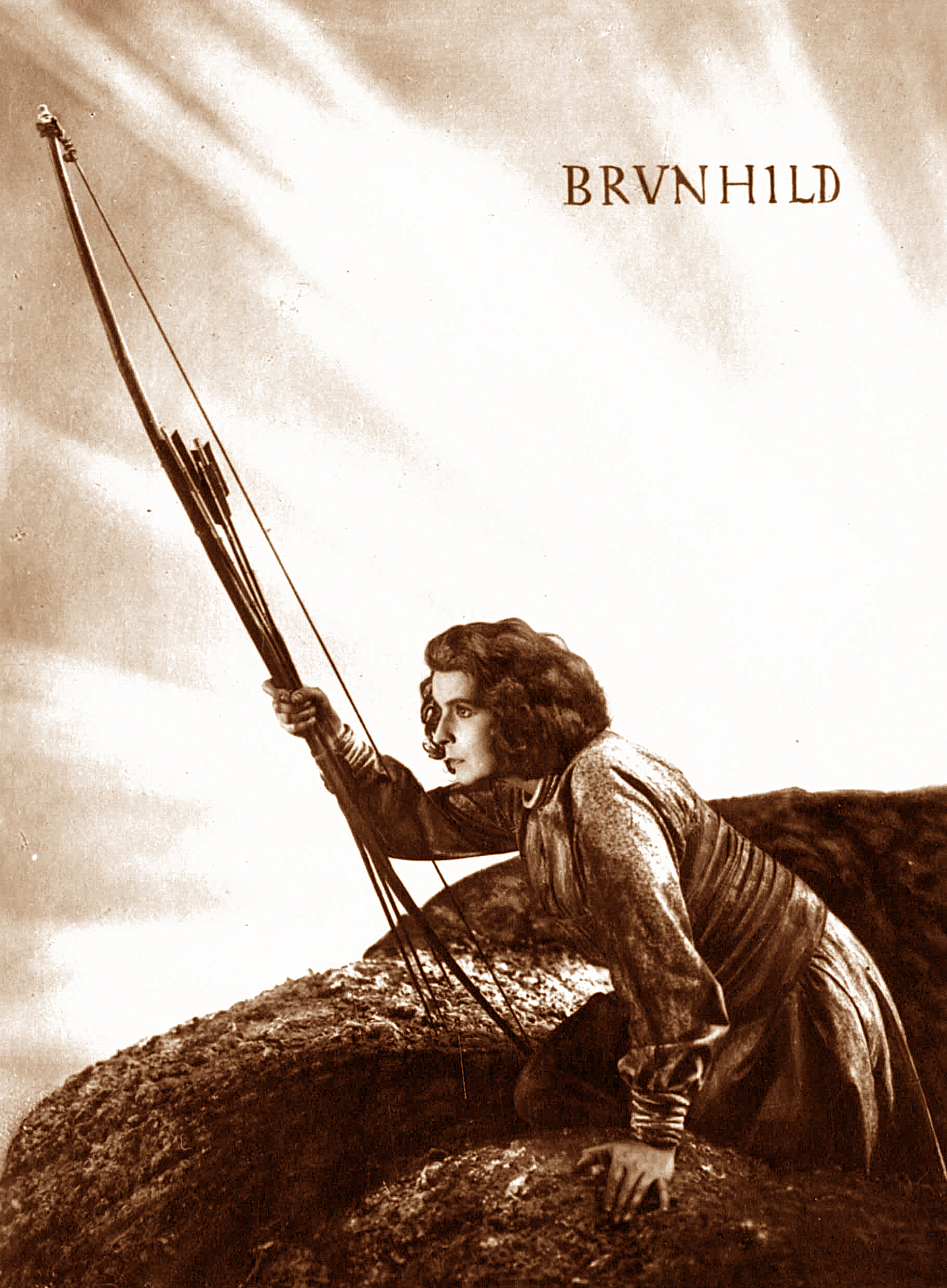
Hanna Ralph som Brünhilde.

Nibelungen är en stumfilmsklassiker i två delar från 1924 i regi av Fritz Lang. Den första delen heter Nibelungen Del 1. Siegfried Drakdödaren och den andra heter Nibelungen II: Kriemhilds hämnd. För manuset stod Thea von Harbou. Filmen spelades in i filmstudion i Babelsberg 1922-1924. Premiären skedde på biografen Ufa-Palast am Zoo i Berlin.

## Rollista
- Margarete Schön - Kriemhild från Burgund
- Paul Richter - Kung Siegfried från Xanten
- Hanna Ralph - Drottning Brunhild från Isenland
- Theodor Loos - Kung Gunter från Burgund
- Gertrud Arnold - Drottning Ute från Burgund
- Hans Carl Müller - Gerenot från Burgund
- Erwin Biswanger - Giselher från Burgund
- Hans Adalbert Schlettow - Hagen från Tronje
- Hardy von Francois - Dankwart från Tronje
- Georg John - Smeden Mime / Nibelungens dvärg Alberich / Blaodel (bror till Etzel)
- Rudolf Klein-Rogge - Kung Etzel
- Bernhard Goetzke - Volker från Alzey
- Georg August Koch - Hildebrandt
- Rudolf Rittner - Rüdiger från Bechlarn
- Annie Röttgen - Dietlind från Bechlarn
- Fritz Alberti - Dietrich från Bern